# Bergsgruvan

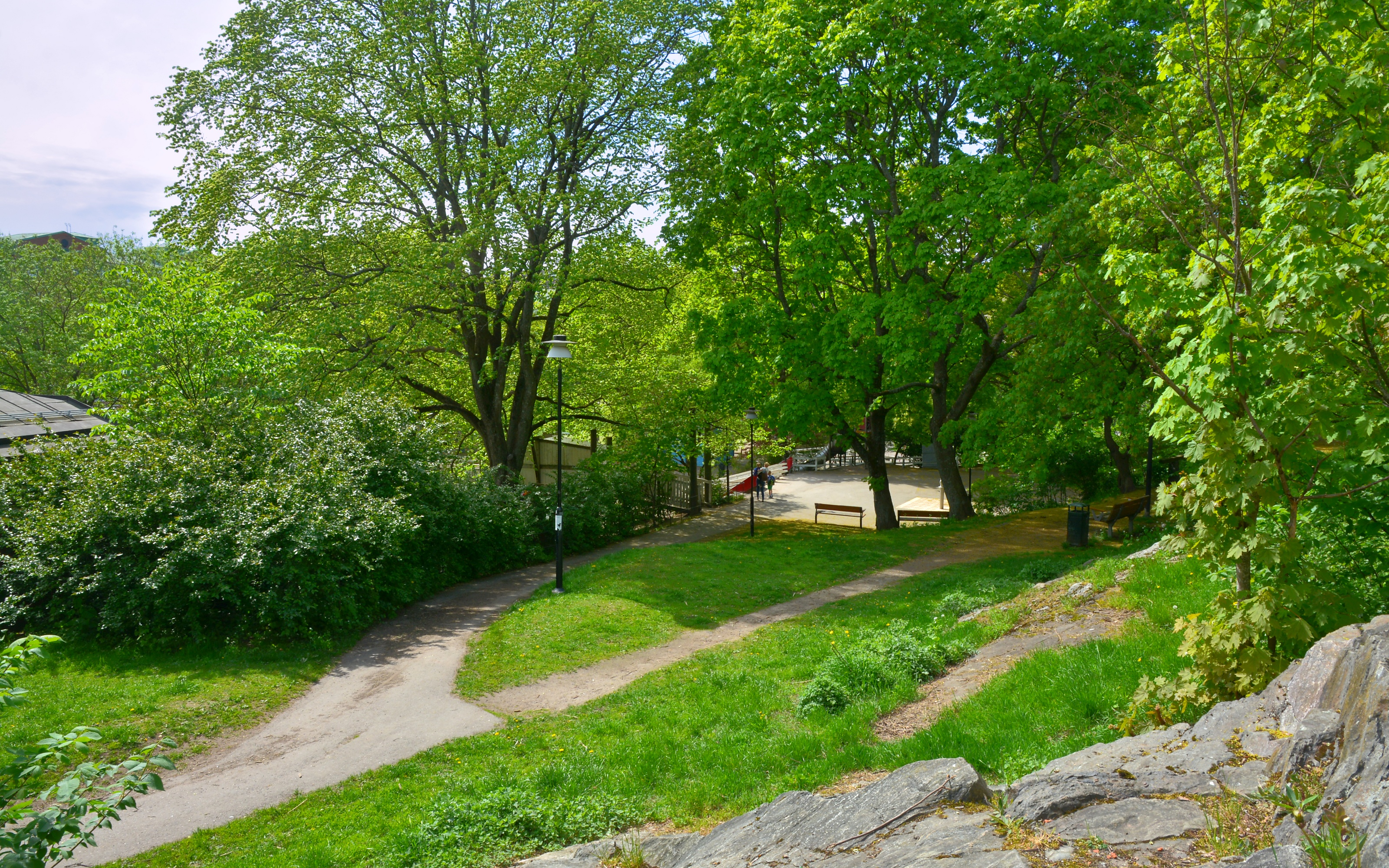
Bergsgruvan i maj 2014.

Bergsgruvan ligger på Södra stationsområdet på Södermalm i Stockholm. Bergsgruvan är dels ett bergigt område norr om Södra station, dels namnet på den park som ligger där. Parken gränsar med sin västra del till Rosenlundsgatan.

## Historik
Redan 1650 anges den nyanlagda Timmermansgatan delvis vara belägen "ytterst i Berggrufwan på Södermalm". Bergsgruvan Större är även namnet på ett kvarter som återfinns norr om parken. Bergsgruvan Mindre däremot finns inte längre. Troligen har någon form av bergsbrytning och gruvdrift ägt rum i trakten.
Den välbesökta parken har en bollplan och en väl tilltagen lekplats. Bergsgruvan ansluter mot en förskolegård. På vintern kan man åka skridskor på bollplanen och pulka i en liten backe som utgör foten av det berg som har givit parken dess namn.